# کشور حائل
کشور حائل (انگلیسی: Buffer state) کشور مستقل کوچکی که بین دو قدرت بزرگ رقیب بالقوه و متخاصم قرار گرفته‌است و در نتیجه خطر جنگ بین آن‌ها را کاهش می‌دهد.